# Andy Impey
Ne doit pas être confondu avec Daryl Impey.
Andrew Rodney Impey, couramment appelé Andy Impey, est un footballeur puis entraîneur anglais, né le 30 septembre 1971 à Hammersmith, quartier du Grand Londres. Évoluant au poste de latéral ou d'ailier, il est principalement connu pour ses saisons à QPR, West Ham United, Leicester City et Nottingham Forest, ainsi que pour avoir été sélectionné en équipe d'Angleterre espoirs.

## Biographie

### Carrière de joueur
Natif d'Hammersmith dans le Grand Londres, il devient professionnel en signant pour QPR en 1990, jouant son premier match en octobre 1991 contre Norwich City. Jouant tout aussi bien latéral ou ailier, il est élu Joueur de l'année par les supporteurs en 1993, 1994 et 1995, devenant le premier joueur à remporter cette distinction trois années de suite dans un même club. C'est lorsqu'il était joueur de QPR qu'il reçut sa seule sélection en équipe d'Angleterre espoirs en 1992 et qu'il fut appelé (mais sans jouer) par Terry Venables dans l'effectif de l'équipe d'Angleterre en avril 1995.
Il s'engage pour West Ham United en 1997 lors d'un transfert de 1 200 000£ avant d'être revendu à Leicester City au cours de la saison 1998-99, au grand dam d'Harry Redknapp, entraîneur du club, car la transaction s'est faite sans son consentement.
À Leicester City, il remporte la League Cup 1999-2000, entrant en cours de jeu lors de la finale contre Tranmere Rovers et joue deux matches de Coupe UEFA en 2000-01 contre l'Étoile rouge de Belgrade.
En février 2004, il rejoint Nottingham Forest tout d'abord en prêt, inscrivant un but lors de son premier match contre Walsall, et mettant ainsi fin à une incroyable disette de buts pour Forest.
Il s'engage par la suite en un transfert définitif pour Nottingham Forest, où il devient l'objet d'un culte auprès des supporteurs, grâce à une particularité physique. En effet, après que les supporteurs eurent chanté "Andy Impey's got no neck! He's just a head on some shoulders" (ce que l'on pourrait traduire par "Andy Impey n'a pas de cou ! Juste une tête posée sur des épaules"), ce à quoi Impey a réagi avec bienveillance, ceux-ci se sont mis à rivaliser d'imagination dans leurs chants au sujet de leur héros sans cou.
Il finit sa carrière par un prêt à Millwall, puis en s'engageant avec Coventry City où il prit sa retraite.

### Carrière d'entraîneur
Depuis sa carrière de joueur terminée, il s'est reconverti comme entraîneur. Depuis 2015, il est chargé du centre de formation de son premier club, QPR.

### Palmarès
- Leicester City :
  - League Cup 1999-2000